# The Bonnie Banks o' Loch Lomond
"The Bonnie Banks o' Loch Lomond" eller blot "Loch Lomond" er en velkendt traditionel skotsk folkesang (Roud No. 9598), der blev publiceret første gang i 1841 i Vocal Melodies of Scotland. Sangen omhandler Loch Lomond, der er Skotlands største loch, der ligger mellem de to counties Dunbartonshire og Stirlingshire. I Skotland er sangen ofte den sidste sang, der bliver spillet til aften med festivitas (dansefester, middage mv.).
Loch Lomond blev opført live af Benny Goodman ved The Famous 1938 Carnegie Hall Jazz Concert den 16. januar 1938 med Martha Tilton på vokal. Den er siden blev indspillet af mange forskellige kunstnere og bands, heriblandt rockgruppen AC/DC, jazzsangeren Maxine Sullivan (for hvem det blev et stort hit), Mudmen og det skotsk-canadiske punkband The Real McKenzies. Både det skotske folkrockband Runrig og det østrigske Quadriga Consort har brugt sangen som det sidste nummer ved deres koncerter.

## Tekst
By yon bonnie banks and by yon bonnie braes,
Where the sun shines bright on Loch Lomond,
Where me and my true love were ever wont to gae
On the bonnie, bonnie banks o' Loch Lomond.
Omkvæd:
O ye'll tak' the high road, and I'll tak' the low road,
And I'll be in Scotland a'fore ye,
But me and my true love will never meet again,
On the bonnie, bonnie banks o' Loch Lomond.

'Twas there that we parted, in yon shady glen,
On the steep, steep side o' Ben Lomond,
Where in purple hue, the hieland hills we view,
And the moon coming out in the gloaming.
Omkvæd
The wee birdies sing and the wildflowers spring,
And in sunshine the waters are sleeping.
But the broken heart it kens nae second spring again,
Though the waeful may cease frae their grieving.
Omkvæd